# 陳煌
陳煌（15世紀—16世紀），字仲熙，福建泉州府惠安縣人，明朝政治人物。

## 生平
陳煌和兄弟陳煒都是成化十一年進士陳睿之孫，正德二年（1507年）兩人同中福建鄉試舉人，授南京工部司務，陞員外郎、郎中，監督工程掌管得宜；嘉靖帝即位，進士張璁尋找南京部曹一起上疏支持嘉靖帝，強逼他一同上疏，他拒絕後遭外放為思南知府，因母親逝世回鄉，服闕後補任曲靖，曲靖地方偏僻，上級催促稅項，他當中調停不擾民，任滿後辭官回家，行李蕭然，沒有公事不到公庭，以至誠待人，與陳煒、幼弟知縣陳煇合稱「三知」。

## 引用
1. 1 2  雍正《惠安縣志·卷二十四·循良》：陳煒，字孟昭，陳煌，字仲熙，大參睿孫，同領正德丁卯鄉薦……煌選南工部司務，陞員外、郎中，督大工提攝得宜；嘉靖改元，張相璁以南部曹議尊所親禮，強煌同疏，煌不可，出守思南，丁內艱起補曲靖，郡故簡僻，上官促稅，旁午調停弗擾，秩滿解組歸。煒兄弟之歸也，垂橐蕭然，出入追隨，非公事不到公庭，以至誠處人，人亦樂親之，季弟煇 傳見孝義 知縣，時稱「三知」云。
2. ↑  嘉靖《思南府志·卷五·官師志》：陳煌 福建惠安人，由舉人嘉靖貳拾年以部郎陞任，尋以內艱去，後補任雲南曲靖